# François-César de Vimeur de Rochambeau
Pour les articles homonymes, voir Rochambeau.
François-César de Vimeur de Rochambeau, seigneur de Besne et de Saint-Georges-du-Rosay, dit le « Chevalier de Rochambeau », né vers 1671 et mort le 28 août 1749 au château de Rochambeau en Vendômois, est un officier de marine français du XVIIIe siècle. Il termine sa carrière avec le grade de chef d'escadre des armées navales.

## Biographie
Troisième fils de René IV de Vimeur, seigneur de Rochambeau, et d'Elisabeth de Menon de Turbilly, il est reçu garde-marine en 1688 et sert dans la Marine royale sans interruption. II passe ses trois premières années en campagne. En 1691, le maréchal de Tourville lui donne un ordre pour servir en tant qu'enseigne de vaisseau, et ce service lui vaut de recevoir le brevet d'enseigne de vaisseau en 1692. Il sert pendant deux ans en cette qualité, sous les ordres du comte de Chavigny, en 1694 et 1695. avec Philippe Hurault de Saint-Denis, seigneur de Villeluisant (son oncle à la mode de Bretagne), qui termine sa carrière avec le grade de chef d'escadre.
En 1696, il passe à Dunkerque dans l'escadre du célèbre Jean Bart, qu'il accompagne l'année suivante à Dantzig quand ce capitaine est chargé d'y conduire le prince de Conti, élu Roi de Pologne. En 1699, il est dans la flotte de M. de la Roche-Allard contre les corsaires Salétins. Dans cette expédition, il reçoit le commandement d'une frégate pour croiser dans la Manche pour observer les mouvements de la Royal Navy. II se trouve en 1707, lieutenant colonel d'un bataillon lors du siège de Toulon où M. de Cadrieux et lui sont détachés chacun avec 300 hommes pour faire une attaque du côté de la Malgue, tandis que le Marquis de Goësbriant chasse les ennemis des retranchements.
II s'embarque, en 1709, avec M. de Tourouvre, et en 1710. sous M. du Casse. Le 3 septembre 1712, il est nommé capitaine de vaisseau. La commission qu'il reçoit en cette occasion est ainsi rédigée : 

« La distinction de vos Services dans le Combat que rendit l'année dernière au Mexique contre deux Vaisseaux Hollandois, Notre Vaisseau le Griffon de l'Escadre commandée par le Sieur du Casse, Lieutenant Général de Nos Armées Navales, & particulièrement la blessure que vous y avez reçue à la poitrine et au bras gauche dont vous êtes estropié, Nous conviant à vous donner des marques de Notre estime, Nous vous avons admis au nombre des Capitaines destinés pour commander Nos Vaisseaux de Guerre &c. »

D'après le Père de Charlevoix dans son Histoire de Saint-Domingue, il commande en 1722, 1723 et 1724, le vaisseau L'Argonaute, et lors de la révolte de l'île il contribue à rétablir le calme. Enfin, il sert en 1727 dans l'escadre du Marquis d'O, en 1735, dans celle de Duguay-Trouin, et en 1740 sous les ordres du marquis d'Antin. Et c'est en considération de ces longs services qu'il est nommé chef d'escadre par Lettres du 1er mai 1741. Voici le préambule de ces Lettres :

« À tous ceux qui ces Présentes Lettres verront, Salut. L'une des Charges de Chef d'Escadre de Nos Armées Navales étant à présent vacante, Nous avons jetté les yeux pour la remplir fur l'un des plus dignes & des plus anciens Capitaines de Nos Vaisseaux qui ayent servi dans la Marine & qui ayent donné des preuves de leur valeur, capacité, expérience consommée au fait de la Guerre & de la Navigation; & étant informés que ces bonnes qualités se rencontrent en la personne de Notre cher & bien-aimé le Sieur de Rochambeau l'un des plus anciens Capitaines de Nos Vaisseaux, & voulant lui donner des marques de satisfaction que Nous avons des services importans qu'il Nous a rendus en diverses occasions depuis plusieurs années; À ces causes &c. »

### La disgrâce et la mort
Il commande habilement diverses stations aux Indes orientales et occidentales puis est chargé en 1744 alors que la guerre vient de reprendre avec l’Angleterre, de bloquer Gibraltar avec six vaisseaux. Comme il fait relâche à Malaga, une escadre anglaise réussit à ravitailler le rocher. Cette erreur lui vaut d’être cassé de son commandement par le ministre de la marine Maurepas et d’être disgracié. En outre, il présentait de graves signes de sénilité. L’historien Gaucher de Passac écrit cependant : 

« Il se retire alors à Rochambeau généralement estimé des marins et des officiers de son corps. Après avoir vécu quelque temps en philosophe qui dédaigne les intrigues des cours et les faveurs de l'aveugle fortune il y finit sa carrière. Ses neveux ont souvent eu occasion en visitant les ports d'y remarquer qu'on y conservait un souvenir honorable du chevalier de Rochambeau que les marins regardaient comme un des amiraux en qui ils avaient le plus de confiance. »

Il meurt le 28 août 1749 à l'âge de 78 ou 79 ans, au château de Rochambeau, en Vendômois. Il est inhumé le lendemain par le curé de Thoré.

## Armoiries
| Figure | Blasonnement                                                                                   |
|        | D'azur, au chevron d'or, accompagné de trois molettes du même. DeviseVIVRE EN PREUX, Y MOURIR. |

### Sources et bibliographie
- Michel Vergé-Franceschi, La Marine française au XVIIIe siècle : guerres, administration, exploration, Paris, SEDES, coll. « Regards sur l'histoire », 1996, 451 p. (ISBN 2-7181-9503-7)
- Michel Vergé-Franceschi (dir.), Dictionnaire d'histoire maritime, Paris, éditions Robert Laffont, coll. « Bouquins », 2002, 1508 p. (ISBN 2-221-08751-8 et 2-221-09744-0, BNF 38825325)
- Étienne Taillemite, Dictionnaire des marins français, Paris, Tallandier, coll. « Dictionnaires », octobre 2002, 537 p. [détail de l’édition] (ISBN 978-2847340082)
- Rémi Monaque, Une histoire de la marine de guerre française, Paris, éditions Perrin, 2016, 526 p. (ISBN 978-2-262-03715-4)
- Charles La Roncière, Histoire de la Marine française : La crépuscule du Grand règne, l’apogée de la Guerre de Course, t. 6, Paris, Plon, 1932, 674 p. (lire en ligne)
- Georges Lacour-Gayet, La Marine militaire de la France sous le règne de Louis XV, Honoré Champion éditeur, 1902, édition revue et augmentée en 1910 (lire en ligne)
- Philibert-Jérome Gaucher de Passac, Vendome et levendomois, ou tableau statistique, historique et biographique, Morard-Jahyer, 1823, 274 p. (lire en ligne), p. 271
- Louis-Pierre d'Hozier, Armorial général de la France, vol. 2, Firmin Didot, 1742 (lire en ligne), p. 1083-1084